# Emotion (chanson de Miliyah Katō)
Pour les articles homonymes, voir Emotion (homonymie).
Singles de Miliyah Katō
Love Story
(2013) Lonely Hearts
(2013)
Emotion est le 27e single de Miliyah Katō, sorti sous le label Mastersix Foundation le 26 juin 2013 au Japon. Il sort en format CD et CD+DVD. Il arrive 26e à l'Oricon. Il se vend à 3 442 exemplaires la première semaine et reste classé 3 semaines pour un total de 4 398 exemplaires vendus en tout. Emotion se trouve sur l'album Loveland.

## Liste des titres
| 1. | Emotion                |  |
| 2. | Summer Time Lonely     |  |
| 3. | Turn Me On             |  |
| 4. | Emotion (Instrumental) |  |

| 1. | Emotion (Music Vidéo Interlude exclusive ver.) |  |